# Diva: The Singles Collection
Diva: The Singles Collection è un album di raccolta della cantante britannica Sarah Brightman, pubblicato nel 2006.

## Tracce
1. The Phantom of the Opera (con Steve Harley) – 4:39
2. Music of the Night – 5:25
3. Pie Jesu (con Paul Miles-Kingston) – 3:58
4. Who Wants to Live Forever – 3:56
5. Tu Quieres Volver – 3:49
6. Just Show Me How to Love You (con José Cura) – 4:00
7. Deliver Me – 4:01
8. Nella Fantasia – 3:40
9. Scarborough Fair – 4:12
10. A Whiter Shade of Pale – 3:39
11. It's a Beautiful Day – 3:58
12. What You Never Know – 3:25
13. A Question of Honour – 5:18
14. Time to Say Goodbye (con Andrea Bocelli) – 4:06